# Romario Kortzorg
Romario Kortzorg (* 25. August 1989 in Rotterdam) ist ein niederländischer Fußballspieler.

## Karriere
Kortzorg wechselte 2011 von RVVH Ridderkerk zum AGOVV Apeldoorn in die zweite niederländische Liga, in der er am 31. August 2012 beim 2:1-Sieg gegen BV De Graafschap sein Debüt absolvierte. Nachdem der Verein die Insolvenz nicht hatte abwenden können, wurde er aus der Liga genommen. Kortzorg ging zum FC Dordrecht, bei dem er bis Saisonende blieb. Zur Saison 2013/14 wurde er vom PFK Botew Plowdiw verpflichtet, bei dem er auf sieben Spiele bei der Qualifikation zur UEFA Europa League kam.
Im August 2014 wechselte Kortzorg zum deutschen Zweitligisten FC Erzgebirge Aue und stand im ersten Saisonspiel gegen den 1. FC Nürnberg in der Startelf. Sein erstes Tor erzielte er am 19. September 2014 beim 3:0-Sieg gegen den FC St. Pauli. Nach lustlosen Auftritten wurde er Ende Februar 2015 in die zweite Mannschaft versetzt, kam jedoch Mitte März bereits wieder für die erste Mannschaft zum Einsatz.
Mit Aue stieg er zu Saisonende in die 3. Liga ab und verließ den Verein in Richtung ASA Târgu Mureș. Dort spielte er 14-mal in der Liga 1, bevor er im Februar 2016 zu Dinamo Bukarest wechselte. Mitte September 2016 schloss er sich nach über zweimonatiger Vereinslosigkeit Astra Giurgiu an. Anschließend folgten Stationen bei CS Concordia Chiajna und bei den vietnamesischen Vereinen Becamex Bình Dương und Nam Định FC. Seit Ende Dezember 2018 war Kortzorg vereinslos; seit 2021 ist er für den Amateurverein FC Skillz im Einsatz.